# NGC 4728B
NGC 4728B је спирална галаксија у сазвежђу Береникина коса која се налази на NGC листи објеката дубоког неба.
Деклинација објекта је + 27° 25' 31" а ректасцензија 12h 50m 37,4s. Привидна величина (магнитуда) објекта NGC 4728 износи 13,9 а фотографска магнитуда 14,7. NGC 4728B је још познат и под ознакама UGC 7992, MCG 5-30-100, KUG 1248+276A, DFOT 91, PGC 43462.